# 第16回日本アカデミー賞
第16回日本アカデミー賞は1993年（平成5年）3月19日に行われた日本アカデミー賞の発表・授賞式。
新高輪プリンスホテルで開催され、司会は高島忠夫と松坂慶子が務めた。

## 最優秀作品賞
- シコふんじゃった。

### 優秀作品賞
- いつかギラギラする日
- 青春デンデケデケデケ
- 遠き落日
- ミンボーの女

## 最優秀監督賞
- 周防正行（シコふんじゃった。）

### 優秀監督賞
- 伊丹十三（ミンボーの女）
- 大林宣彦（彼女が結婚しない理由、青春デンデケデケデケ、私の心はパパのもの）
- 東陽一（橋のない川）
- 深作欣二（いつかギラギラする日）

## 最優秀脚本賞
- 周防正行（シコふんじゃった。）

### 優秀脚本賞
- 石森史郎（青春デンデケデケデケ）
- 伊丹十三（ミンボーの女）
- 新藤兼人（遠き落日、墨東綺譚）
- 丸山昇一（いつかギラギラする日）

## 最優秀主演男優賞
- 本木雅弘（シコふんじゃった。）

### 優秀主演男優賞
- 緒形拳（おろしや国酔夢譚、継承盃）
- 津川雅彦（墨東綺譚）
- 西田敏行（寒椿、釣りバカ日誌5）
- 原田芳雄（寝盗られ宗介）

## 最優秀主演女優賞
- 三田佳子（遠き落日）

### 優秀主演女優賞
- 大竹しのぶ（死んでもいい、復活の朝、夜逃げ屋本舗）
- 南野陽子（寒椿、私を抱いてそしてキスして）
- 宮本信子（ミンボーの女）
- 吉永小百合（外科室、天国の大罪）

## 最優秀助演男優賞
- 竹中直人（シコふんじゃった。、死んでもいい）

### 優秀助演男優賞
- 木村一八（いつかギラギラする日）
- 大地康雄（ミンボーの女）
- 西田敏行（おろしや国酔夢譚、天国の大罪）
- 村田雄浩（おこげ、ゴジラvsモスラ、ミンボーの女）

## 最優秀助演女優賞
- 藤谷美和子（女殺油地獄、寝盗られ宗介）

### 優秀助演女優賞
- 荻野目慶子（いつかギラギラする日）
- かたせ梨乃（寒椿）
- 清水美砂（シコふんじゃった。）
- 牧瀬里穂（遠き落日）

## 最優秀音楽賞
- 久石譲（青春デンデケデケデケ）

### 優秀音楽賞
- 伊福部昭（ゴジラvsモスラ）
- 林哲司（遠き落日）
- 星勝（おろしや国酔夢譚）
- 本多俊之（ミンボーの女）

## 最優秀撮影賞
- 長沼六男（おろしや国酔夢譚）

### 優秀撮影賞
- 飯村雅彦（遠き落日）
- 木村大作（寒椿、天国の大罪）
- 坂本典隆（外科室）
- 森田富士郎（女殺油地獄、豪姫）

## 最優秀照明賞
- 熊谷秀夫（おろしや国酔夢譚）

### 優秀照明賞
- 梅谷茂（遠き落日）
- 増田悦章（寒椿、天国の大罪）
- 渡辺康（外科室）
- 中岡源権（女殺油地獄、豪姫）

## 最優秀美術賞
- 西岡善信（女殺油地獄、豪姫）

### 優秀美術賞
- 重田重盛（外科室、釣りバカ日誌5、墨東綺譚）
- 徳田博・ワレーリー・ユルケーヴィチ（おろしや国酔夢譚）
- 内藤昭（寒椿、橋のない川）
- 横尾嘉良（遠き落日）

## 最優秀録音賞
- 小野寺修（未来の想い出 ラストクリスマス、ミンボーの女、夜逃げ屋本舗）

### 優秀録音賞
- 久保田幸雄（寝盗られ宗介、橋のない川）
- 信岡実・紅谷愃一（いつかギラギラする日）
- 橋本泰夫（おろしや国酔夢譚）
- 紅谷愃一・細井正次（遠き落日）

## 最優秀編集賞
- 鈴木晄（一杯のかけそば、おろしや国酔夢譚、外科室、ミンボーの女）

### 優秀編集賞
- 市田勇（女殺油地獄、寒椿）
- 井上治（遠き落日、橋のない川、ひかりごけ、落陽）
- 川島章正（いつかギラギラする日、課長 島 耕作、未来の想い出 ラストクリスマス ）
- 菊池純一（悪友＜ごろつき＞、シコふんじゃった。、PATIO、ひき逃げファミリー）

## 最優秀外国作品賞
- JFK

### 優秀外国作品賞
- 愛人 ラマン
- 氷の微笑
- プリティ・リーグ
- ボディガード

## 新人俳優賞
- 内村光良（七人のおたく）
- 大森嘉之（悪友＜ごろつき＞、青春デンデケデケデケ、墨東綺譚）
- 豊川悦司（課長 島 耕作、きらきらひかる）
- 永澤俊矢（豪姫）
- 南原清隆（七人のおたく）
- 林泰文（シーズン・オフ、青春デンデケデケデケ）
- 保坂尚輝（PATIO）
- 奥山佳恵（喜多郎の十五少女漂流記）
- 久我陽子（寝盗られ宗介）
- コスモス (今村恵子・大沢さやか)（ゴジラVSモスラ ）
- 墨田ユキ（墨東綺譚）
- 中江有里（奇跡の山 -さよなら、名犬平治-）

## 話題賞

### 作品部門
- PATIO

### 俳優部門
- ウッチャンナンチャン（七人のおたく）

## 会長特別賞
- 五社英雄
- 八住利雄
- 若山富三郎

## 協会特別賞
- 佐々木秀孝（映画録音整備）
- 島倉二千六（背景）
- 堀北昌子（記録）
- 森護（衣裳）

## 特別賞
- 厚田雄春（撮影）